# Hassanya
Le hassanya (الحسانية ou selon les transcriptions, hasaniyya, hassaniya, hassâniyya, hassānīya, assanya, etc.), également appelé hassani, arabe mauritanien, hassanien ou localement klâm hassân « parler des Banu Hassan », klâm el-bidhân « parler des Blancs », est un dialecte arabe parlé en Mauritanie, dans le sud du Maroc, dans le territoire du Sahara occidental revendiqué comme provinces du Sud par le Maroc, dans une partie du Sahara algérien, dans certaines zones du Sénégal[réf. nécessaire], dans le nord et l’ouest-nord du Mali et dans l'ouest du Niger[réf. nécessaire]. Sur cette aire géographique étendue, il constitue la langue maternelle d’une population de type maure, d'origine arabe ou berbère arabisée. À l'origine dialecte des Bédouins des tribus arabes des Banu Hassan, il est fortement influencé par l'arabe littéral et, dans une moindre mesure, par le zenaga (langue berbère ancienne parlée en Mauritanie).

## Place au sein de l'arabe dialectal
Linguistiquement, le hassanya fait partie des dialectes arabes nomades ou ruraux, que l’on distingue des dialectes citadins ou urbains ; les deux types se distinguent par divers traits phonétiques et morphologiques. Le hassanya partage des points communs avec les dialectes bédouins du Moyen-Orient mais aussi avec ceux du Maghreb comme :
- la formation de l'élatif en l'absence d'une forme adjectivale : aħwaž « qui a grand besoin de quelque chose » à partir de məħta:ž « qui est dans le besoin » / axbar « plus informé » sans adjectif correspondant.
- deux séries de numéraux de 11 à 19 avec une finale en -r devant un nom et sans finale à l'état isolé : ahdaħš « onze » ~ ahdaħšərjawm "onze jours". Le hassanya partage ce trait avec les parlers du Liban et de Syrie.

Il appartient également à la famille des dialectes arabes occidentaux (qui comporte notamment les différentes formes d'arabe maghrébin), lesquels se distinguent des autres parlers arabes (orientaux), par plusieurs aspects. 
Le hassanya, malgré l'étendue de l’aire géographique sur laquelle il est parlé, présente une grande unité. Ainsi les locuteurs du Sahara occidental n’ont aucune difficulté à communiquer avec ceux de Mauritanie. S’il existe des différences, c’est essentiellement au niveau du lexique (essentiellement les emprunts qui se font aux langues étrangères, l’espagnol au Sahara occidental et le français en Mauritanie) et quelques traits phonétiques. En revanche, on ne peut en dire autant pour la relation entre le hassaniyya et les autres dialectes arabes voisins. Les premiers colons français l’ont noté dans leurs manuels et leurs lexiques destinés aux soldats et aux missionnaires. Pierret (1948:XI-XII) affirme en ce sens :

« J’ai fréquemment entendu des nomades avec lesquels cherchait à s’entretenir librement, sans interprète, un Européen connaissant l’arabe, et uniquement cette langue. Ils faisaient semblant de le comprendre, afin de lui être agréables, ou, peut-être, de ne pas l’indisposer, saisissaient ou devinaient, parfois à moitié, le sens de sa conversation, mais demandaient, souvent, en sortant de son bureau ou de sa tente : huwašga:l? (Qu'est- ce qu’il a dit ?) [...] il faut, pourtant, admettre que ces nomades n’ont conservé que des relations éloignées avec leurs coreligionnaires de l’Afrique du Nord et qu’ils ont eu, par contre, des contacts parfois assez étroits avec leurs voisins Touaregs et Noirs de l’Est et du Sud. Il est donc tout naturel que leur langage s’en soit ressenti, qu’il ait subi des déformations parfois assez prononcées et qu’un nombre assez important de mots étrangers se soient incorporés dans leur idiome primitif… »

Du fait de sa situation géographique, le hassanya est devenu ce que l’on pourrait appeler un dialecte « fossilisé », dont l’évolution a connu une trajectoire différente de celle des autres dialectes arabes. Cette évolution est reflétée par la structure linguistique du dialecte, notamment dans la morphologie et les règles de formation des mots.

## Particularités du  hassanya

Le Hassanya est également parlé, sans être la langue maternelle, dans les régions entourant la zone colorée.
Le Hassanya.
Le Hassanya et le Touareg.

Il est difficile d'affirmer que le  hassanya soit plus ou moins proche de l'arabe classique que d'autres dialectes arabes. Une idée très répandue chez les auteurs qui se sont intéressés au hassanya d'un point de vue non linguistique est que le dialecte se compose de 90 % d'arabe et de 10 % de dialectal. Les divergences entre le  hassanya et l'arabe classique sont très nombreuses et sont à l'image de tous les dialectes arabes, qu'ils soient nomades ou citadins. Certaines peuvent être considérées comme des tendances universelles, comme la disparition des marques de cas, des modes et du duel, comme des tendances inhérentes à langue arabe comme l'incompatibilité des phonèmes entre eux, la chute des voyelles brèves en syllabes ouvertes, etc. D'autres peuvent être considérées comme propres à l'évolution interne du dialecte comme la dérivation diminutive, le passif et l'élatif. Pour le passif, le  hassanya se distingue par l'emploi du préfixe u- pour exprimer l'opposition actif / passif pour tous les verbes dérivés. Exemple : ubaxxa ṛ, jubaxxa ṛ "être encensé". Le même préfixe peut servir à distinguer les participes actif et passif, par exemple mdagdag « cassant » et mudagdag « cassé ». L’extension des dérivations de l’élatif est aussi une particularité du  hassanya. Elle se fait à partir d’une base adjectivale ou d’une base participiale. Le  hassanya possède des élatifs pour les adjectifs et les participes des racines quadrilitères ainsi que pour les participes des formes verbales dérivées. Il se caractérise par le préfixe a- . Exemple : aġsal « plus insolent, plus effronté », élatif de mġəjsi:l « insolent », acaddal « plus poli », élatif de mcaddal « poli ». 
Sur ces points, il est possible d’émettre l’hypothèse selon laquelle le  hassanya en tant que dialecte de nomades se caractérise par un grand nombre d’innovations analogiques sans réduction de complexité (par exemple par la multiplication des consonnes emphatiques), ce qui n’est pas le cas des dialectes de sédentaires qui ont tendance à simplifier le système linguistique (par exemple par l’amalgame des consonnes interdentales [θ], [ð] avec les dentales [t], [d]).

## Écriture
Le hassanya étant essentiellement un dialecte oral, la plupart des écrits sont en arabe littéraire. Néanmoins, la poésie hassanya est écrite en caractères arabes avec une orthographe proche de celle de l'arabe littéraire avec des transcriptions spécifiques au Hassanya. Au Sénégal, où il est parlé par une petite fraction de la population[réf. nécessaire], le hassanya s'écrit avec un alphabet latin, à l'instar des autres langues nationales du pays (décret no 2005-980 du 21 octobre 2005).

### Orthographe au Sénégal
| A | B | C | D | Ḍ | E | Ë | F | G | H | Ḥ | I | J | K | L | M | N | Ñ | O | Q | R | S | Ṣ | Ŝ | T | Ṭ | Ŧ | U | V | W | X | Ẋ | Y | Z | Ż | Ẓ | ʔ |
| a | b | c | d | ḍ | e | ë | f | g | h | ḥ | i | j | k | l | m | n | ñ | o | q | r | s | ṣ | ŝ | t | ṭ | ŧ | u | v | w | x | ẋ | y | z | ż | ẓ | ʼ |